# Der Teufel ist los oder das Märlein, wie der Teufel den Branntwein erfand

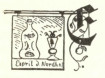
Holzschnitt, Ludwig Richter

Der Teufel ist los oder das Märlein, wie der Teufel den Branntwein erfand ist ein Märchen (vgl. AaTh 331). Es steht in Ludwig Bechsteins Deutschem Märchenbuch an Stelle 6 (1845 Nr. 8) und stammt aus seinem Thüringen in der Gegenwart, 1843 (Der Teufel ist los, oder: wie der Teufel den Branntwein erfunden hat).

## Inhalt

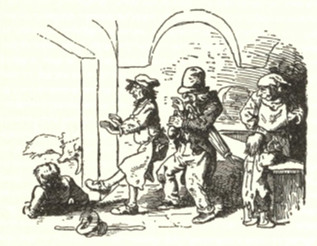
Holzschnitt, Ludwig Richter

Zwei Teufelsbündner streiten auf einer Höhe über die Lage von Grenzsteinen. Einer haut dem anderen den Kopf ab, dass der dem Kopf nachrennen muss. Dann gerät er mit dem Teufel in Streit, packt ihn, bis der seinen Seelenvertrag hergibt und schwört, sich nie mehr Seelen verschreiben zu lassen. Der Teufel verfolgt ihn in eine hohle Buche und bleibt da stecken. Als abgeholzt wird, kommt er heraus. In der Hölle ist seine Großmutter gestorben, alle Seelen sind fort. Da er keine Seelenverträge mehr machen darf, erfindet er den Branntwein, nun kommen sie haufenweise.

## Herkunft

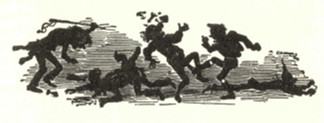
Holzschnitt, Ludwig Richter

Das Schwankmärchen stammt laut Bechstein „Mündlich aus Thüringen“, laut Hans-Jörg Uther aus Bechsteins Thüringen in der Gegenwart, 1843 (Der Teufel ist los, oder: wie der Teufel den Branntwein erfunden hat). Vgl. Bechsteins Der Schmied von Jüterbog, Die drei dummen Teufel, Schab den Rüssel, Grimms De Spielhansl mit Anmerkung, Der Geist im Glas, Der Teufel und seine Großmutter, Der Schmied und der Teufel.
Ernst Heinrich Meier nennt es im Vorwort zu Deutsche Volksmärchen aus Schwaben, 1852 „ein modern-didaktisches und gewiß nicht volksthümliches Stück.“ Trotz der Kritik änderte Bechstein während der Auflagengeschichte nahezu nichts an dem Text, der bekannte Motive in ungewöhnlichen Zusammenhang bringt. Der Ausruf ‚Der Teufel ist los‘ kommt von der Vorstellung, er sei in der Hölle gebunden (Offb 20,2 ). Der Grenzstreit ist Thema vieler Rechtssagen. Das Festsetzen allegorischer Figuren hat lange literarische Tradition, etwa das mittelhochdeutsche Gedicht Das Unglück, das Bechstein aus Joseph von Laßbergs Gedichten gekannt haben könnte. Dort setzt ein Ritter das Unglück in einer hohlen Eiche fest. Schließlich nimmt Bechstein genüsslich Bezug auf Branntwein aus Nordhausen (heute Nordhäuser Korn).